# Surzwam
Surzwam, voluit NV Suriname Zwaar Materieel, is een Surinaams staatsbedrijf. Het is eigendom van het ministerie van Landbouw, Veeteelt en Visserij.
Surzwam werd in 2004 opgericht en beheert, onderhoudt en exploiteert zwaar materieel dat wordt ingezet in met name de agrarische sector en daarnaast nog de productiesector. Het doel van de exploitatie ervan is om de fysieke en natte infrastructuur te onderhouden en te verbeteren. De permanente beschikbaarheid moet de directe inzet van het materieel zeker stellen en zo mogelijk prijsregulerend werken. Daarnaast mag Surzwam handelen in diverse goederen, waaronder chemicaliën, en materieel in lease verstrekken, zoals in de rijstsector in Nickerie.